# جمعية كيو الأسترالية
منظمة جمعية كيو الأسترالية (بالإنجليزية: Q Society of Australia) هي منظمة يمينية متطرفة تهتم بمحاربة الإسلام، تم تأسيسها في فيكتوريا في ديسمبر عام 2010، إلا أنها تعمل حاليًا بشكل نشط مع المنظمات المحلية التابعة لها في الولايات والمجموعات المحلية والداعمين في كل الولايات. ويقال إن كلمة «كيو» «Q» في بداية اسم هذه الجمعية تشير إلى ضاحية كيو في ميلبورن، حيث تم عقد اجتماع التخطيط المبدئي. وتتم قيادة الجمعية من خلال مجلس إدارة يتم انتخابه سنويًا. والمدير الحالي هو جيوف ديكسون، ويجب ألا يتم الخلط بينه وبين جيوف ديكسون، المدير التنفيذي السابق في شركة كانتاس (Qantas). وتساعده نائبة المدير ديبي روبنسون والمتحدث الرسمي آندرو هوروود.<r/> ويعد الباحث والمدون الكبير في شئون الإسلام والمؤلف صاحب الكتب الأكثر مبيعًا في أمريكا روبرت سبنسر هو الراعي الدولي لهذه الجمعية. وتتفق جمعية كيو مع مبادئ حركة أوقفوا أسلمة الدول (SION).
ويهتم الأعضاء والداعمون لهذه الجمعية «بالمخاطر الاجتماعية السياسية»، حسب اعتقادهم، التي تنشأ بتنامي الجالية الإسلامية في أستراليا. وتهدف جمعية كيو إلى إثارة ونشر النقاشات والحشد لها حول التأثير الاجتماعي السياسي لانتشار الإسلام في أستراليا. ويعارض الأعضاء والداعمون أسلمة أستراليا، بالإضافة إلى المحاولات التي تهدف إلى إسكات النقاشات النقدية التي تدور حول الإسلام تحت ذريعة التسامح وتعدد الثقافات والصواب السياسي.

## التماس ضد توسيع مسجد
اجتمع مجموعة من الرجال المسلمين لفترة من الزمن في المقر المجتمعي في ألما رود إلى الشرق من سانت كيلدا من أجل إقامة شعائر صلوات الجمعة. وهذا المقر عبارة عن منزل مكون من طابق واحد يحتوي على ثلاث غرف نوم كان يستخدم بشكل رئيسي من أجل مجموعات الأمهات المحلية، فضلاً عن استضافة الأنشطة الاجتماعية الأخرى. وقد تواصل السكان المحليون مع جمعية كيو عندما أدركوا أن المقر المجتمعي الخاص بهم قد تم وضعه على موقع ويب منظمة إسلامية. وقد قام مجلس بورت فيليب بنشر الخطط من أجل زيادة عدد الأشخاص المسموح بتواجدهم داخل هذا المنزل من 40 شخصًا إلى 100 شخص، وإعادة تعيينه ليكون «مكان تجمع» رسميًا. وحيث إن أغلب الأعضاء في المجموعة التي كانت تؤدي شعائر الصلاة لم يكونوا من السكان المحليين في المنطقة، ولكنهم كانوا يعملون سائقين للسيارات الأجرة من مختلف أرجاء ملبورن يلتقون في هذا الحي الهادئ، شعر بعض السكان المحليون المقربين من جمعية كيو الأسترالية «بالقلق» حيال عواقب هذا الاقتراح التخطيطي. وقد قامت جمعية كيو بنشر التماس لمعارضة الزيادة وإعادة التخصيص المقترحين، حيث دعم هذا الالتماس حوالي 600 شخص وقعوا عليه، الكثير منهم من أعضاء الجمعية اليهودية الأرثوذكسية المحلية.
وقد أسرع العديد من زعماء الجالية اليهودية العلمانيين التقدميين في ملبورن لإبراز ما اعتبروه على أنه سخافة لهذا الالتماس. وقد ذكرت ديبورا ستون من لجنة بناي بريث لمكافحة التشهير (ADC)، والتي تعارض بشكل نشط التحيز ضد اليهود (بما في ذلك الأصوليون المسلمون)، أن مخاوف جمعية كيو مبالغ فيها إلى حد كبير: «إن افتراض أن المسلمين إرهابيون يشبه تمامًا توقع أن الإيطاليين الذين يديرون مطعمًا من المطاعم يستخدمونه كواجهة لإدارة أعمال المافيا، أو أن المدرسة الكاثوليكية المحلية تحمي كاهنًا شاذًا جنسيًا.» لقد دعم مجلس بورت فيليب بشدة التنوع الاجتماعي وتعدد الثقافات، ولم تسبب مجموعة المسلمين التي تؤدي شعائر الصلاة أي مشكلات إلى أن تدخلت جمعية كيو. وفي النهاية، اعتمد المجلس اقتراح التخطيط المنقح الخاص به.

## الالتماس ضد حملة مقاطعة إسرائيل
في يناير عام 2011، شنت جمعية كيو التماسًا موجهًا إلى مجلس مدينة ماريكفيل في سيدني. وكانت الأغلبية في مجلس تلك المدينة، والذي كان يسيطر عليه الخضر في ذلك الحين في ديسمبر عام 2010، قد صوتت لصالح موافقة المنطقة المحلية على حركة حركة بي دي إس (BDS) التي أثيرت ضد إسرائيل والشركات الإسرائيلية والتبادل الأكاديمي والثقافي والرياضي مع الدولة اليهودية. وقد عبر حوالي 4250 موقعًا على هذا الالتماس عن اعتراضهم من خلال التماس جمعية كيو الموجه ضد حملة المقاطعة وسحب الاستثمارات وفرض العقوبات. وقد تم تطوير حملة المقاطعة وسحب الاستثمارات وفرض العقوبات دعمًا للدولة الفلسطينية.
وقد قامت جمعية كيو بتسليم نسخ من الالتماس إلى المجلس وإلى وزارات ولاية نيوساوث ويلز ذات الصلة في الأول من مارس. وبسبب الاعتراض القوي من المجتمع والذي ظهر من قبل الكثير من الأفراد والمجموعات، تم إلغاء حملة المقاطعة وسحب الاستثمارات وفرض العقوبات في ماريكفيل في النهاية من خلال حصولها على 4 أصوات في مقابل 8 أصوات في اجتماع صاخب للمجلس في التاسع عشر من أبريل عام 2011.

## حملة «إنقاذ مدرستنا»
تهدف جمعية كيو إلى تنبيه الأستراليين بما تصفه على أنه «أسلمة» منظمة للمدارس العامة في الكتب المدرسية والمناهج ومتاجر الأنشطة والزي المدرسي وتطبيق القواعد الموازية. وتعارض جمعية كيو ما يمكن أن يكون الأساس المنطقي حسن النية للمناهج فيما يتعلق بالاندماج الاجتماعي، إلا أنها تدعم بفاعلية عكس ذلك في المدارس العامة، أي: العنصرية الدينية والإقصاء الثقافي. ويشير الأعضاء والداعمون إلى أنهم يلتزمون بالاندماج الفعلي، إلا أنهم في المقابل يقومون بعمل حملات ضد الممارسات التي تستثني المسلمين أو غير المسلمين من المشاركة بشكل كامل في الأنشطة التعليمية والرياضية والثقافية والاجتماعية في أستراليا في المدارس العامة العلمانية.
وبشكل خاص، تنظر جمعية كيو إلى الحملة، التي تعتبرها «مؤيدة للمنهج الإسلامي» والتي تحمل اسم «التعلم من بعضنا البعض» على أنها حملة أحادية الاتجاه، حسب جمعية كيو، فهي تروج لصور الإسلام غير الخطيرة والإيجابية فقط، بالإضافة إلى كونها تبرئة منهجية لما تقول جمعية كيو عنه إنه «الطبيعة العدائية والكارهة للنساء والمعارضة للمثلية والتمييزية للإسلام.»

## حملة الطعام العادل لتمييز المنتجات الحلال المعتمدة
تحشد جمعية كيو الآراء لقصر الذبح الحلال على الطريقة الدينية الإسلامية بما يتوافق مع احتياجات المشاركين في المجتمعات الدينية، بحيث لا يؤثر ذلك على أغلبية الأستراليين. ووفقًا للجمعية، يجب ألا يتم السماح بأنظمة التوافق المعتمدة مع أحكام الشرعية الإسلامية (الحلال) إلا على أساس «دفع المستخدمين» فقط. ويهدف أعضاء الجمعية إلى تنبيه المستهلكين والسياسيين إلى تنامي مجال اعتماد المنتجات الحلال تجاريًا وتبعات الشراء من موفري المنتجات المعتمدة على أنها حلال. والمنتجات المعتمدة على أنها حلال هي المنتجات المتوافقة مع أحكام الشريعة، أي أنها تتوافق مع قوانين الشريعة الإسلامية. وحيث إن الذكور المسلمين فقط هم من يسمح لهم بالعمل في مواضع الذبح في المسالخ المعتمدة على أنها حلال، تشير جمعية كيو إلى وجود انتهاك للقوانين الأسترالية المكافحة للتمييز.
ومع تصريح مجموعة صناعية رائدة تعمل في مجال اللحوم في عام 2011 أنه في المتوسط يتم ذبح ثلثي الدجاج والخراف في أستراليا بالإضافة إلى أكثر من نصف الماشية بها في مسالخ معتمدة على أنها حلال في أستراليا، ترى جمعية كيو وجود ضرورة ماسة إلى تمييز تلك المنتجات على مستوى المستهلكين. ولا يتوقف الأمر بالقائمين على اعتماد المنتجات الحلال على تلقي رسوم مستمرة مقابل اعتماد اللحوم ومنتجات اللحوم على أنها حلال، بل يمتد الأمر كذلك إلى تلقي رسوم من أغلب منتجي الألبان الأستراليين والعديد من المنتجات الأساسية الأخرى للأسرة الأسترالية. وبشكل متزايد، فإنه حتى المنتجات غير الغذائية مستهدفة لما تراه جمعية كيو على أنه ضريبة إسلامية على المستهلكين الأستراليين. وتحشد جمعية كيو الآراء لإتاحة الفرصة أمام «المستهلكين الذين لا يرغبون في دعم القضايا الإسلامية للاختيار بشكل عادل، أو تمويل انتشار أحكام الشريعة الإسلامية من خلال أنظمة الاعتماد الدينية،» حسب قول هذه الجمعية.

## جولة محاضرات روبرت سبنسر
بدعوة من جمعية كيو، جاب الباحث الأمريكي الاندماج الاجتماعي، المعروف بتوجهه المعادي للإسلام، أغلب المدن الكبرى الأسترالية في نوفمبر وديسمبر من عام 2011. وقد كان الموضوع الرئيسي لهذه الجولة الأولى التي جاب خلالها سبنسر أستراليا «الجهاد الاجتماعي السياسي - احتلال الغرب بدون سيوف أو أسلحة أو قنابل».
وقد قاد روبرت سبنسر الندوات التي تدور حول الإسلام والجهاد لصالح القيادة المركزية للولايات المتحدة وقيادة جيش الولايات المتحدة وكلية الأركان العامة ومجموعة الحرب غير المتناظرة في الجيش الأمريكي ومكتب التحقيقات الفيدرالي (FBI) وقوة المهام المشتركة لمكافحة الإرهاب ومجتمع الاستخبارات في الولايات المتحدة.

## جولة محاضرات غافن بوبي
جاب المحامي ومتخصص تخطيط المدن البريطاني المناهض للإسلام غافن بوبي أستراليا بدعوة من جمعية كيو في أغسطس وسبتمبر من عام 2012. ويعد بوبي مديرًا لمركز القانون والحرية البريطاني، وهو منظمة تساعد المجموعات المجتمعية على أساس الموالاة للمصلحة العامة، وذلك في حالة واجهت تطبيقات تخطيطية غير مناسبة لمساجد في المناطق التي تقيم بها تلك المجموعات. ويقول بوبي إنه يتم بناء المساجد في المملكة المتحدة بشكل متزايد وبأرقام غير متكافئة، وغالبًا في مجتمعات لا يذكر أنها تحتوي على تعداد كبير من المسلمينن حسب اعتقاده. وقد ذكر المتحدث باسم جمعية كيو «أندرو هاروود» «أن العديد من الأستراليين ما زالوا لا يدركون بشكل جيد الوظائف الهامة التي تقوم بها المساجد والمباني التابعة لها في العقيدة الإسلامية»، وكيف تختلف المساجد بشكل جوهري عن الكنيسة أو المعبد أو الكنيس اليهودي، حسب هذا الناطق ذو التوجهات اليمينية. «واندهاش» المتعاطفين الأستراليين مع الجمعية عندما علموا أن المساجد وغرف الصلاة الإسلامية في أستراليا قد تجاوزت بالفعل 340 موقعًا، حيث يوجد الكثير من تلك المواقع في مبانٍ عامة ومواقع عامة أصبحت الآن غرف صلاة للمسلمين.

## جولة خيرت فيلدرز في أستراليا
قامت جمعية كيو بدعوة السياسي الهولندي المثير للجدل خيرت فيلدرز لعمل جولة في أستراليا. وخيرت فيلدرز هو قائد حزب الحرية (PVV) الذي يملك 15 مقعدًا في البرلمان المكون من 150 مقعدًا، وهو يمثل حوالي مليون مصوت (10.08 %) في هولندا. ويشتهر عن خيرت فيلدرز أنه معارض حاد للمزيد من هجرة المسلمين إلى هولندا. وهو يرى أن الصراعات بين المسلمين وغير المسلمين في هولندا متأصلة في الرفض العام بين العديد من المهاجرين المسلمين الراغبين في الاندماج مع المجتمع المضيف لهم في الغرب، لأن الإسلام ليس فقط دينًا، ولكنه نظام اجتماعي وقانوني وسياسي يمنح الإسلام الأولوية على الدولة العلمانية. وأثناء أغسطس وسبتمبر من عام 2012، أجلت الحكومة الأسترالية إصدار التأشيرة. وبعد يوم من تأجيل فيلدرز وجمعية كيو الجولة في نهاية المطاف بسبب حالة عدم اليقين المستمرة، منح الوزير بوين التأشيرة لفيلدرز. وفي النهاية، تمت الجولة في فبراير من عام 2013، حيث تم عقد محاضرات لخيرت فيلدرز وسام سولومون في التاسع عشر من فبراير في ملبورن، وفي العشرين من فبراير في بيرث، وفي الثاني والعشرين من فبراير في سيدني. وقد ألقت الزيارة بظلالها على ما إجماليه 30 موقعًا كانت ترفض أو تلغي الحجز، وبعضها ترك التعاقدات المدفوعة الأجر بالكامل قبل يومين من الحدث المقرر عقده وبعد إيجازات مطولة للشرطة.
وقد وثق باول شيهان، وهو صحفي محافظ في جريدة سيدني مورنينج هيرالد (Sydney Morning Herald)، الصعوبة التي واجهتها جمعية كيو في العثور على مكان يوافق على استضافة المحاضرات، فضلاً عن شركات حافلات وصحف ترغب في قبول الإعلانات، كما خشيت شركات حجز التذاكر عبر الإنترنت من هجمات القرصنة المحتملة، وعبر بنك وست باك عن عدم رغبته في معالجة المدفوعات عبر بطاقات الائتمان. وقد كان يتم الإعلان عن موقع كل محاضرة قبل 48 ساعة من الحدث لرعاة الحجز. وقد حضر حوالي 550 فردًا حدثين تم بيع كل التذاكر المطروحة لهما في ملبورن وسيدني، إلا أنه تم إلغاء الحدث الذي كان مقررًا له أن يعقد في بيرث قبل يومين من انعقاده. وقد صرح رئيس وزراء غرب أستراليا، كولين بارنت، أن خيرت فيلدرز غير مرحب به في ولايته. وقد أوصى ممثلي المسلمين في سيدني بتجاهل الجدل القائم حول تلك المحاضرات. واشتبك بعض المنتسبين للتيار اليساري مع متظاهرين من يمينيين.

## النقد
يقول منتقدو جمعية كيو إن أغلب المسلمين قد اندمجوا بنجاح في المجتمع الأسترالي، وأن المخاوف يجب أن تتعلق بشكل رئيسي بالأنشطة التي تعد قليلة بالمقارنة بعدد المسلمين والخاصة بالراديكاليين والجهاديين، كما يجب ألا يتحول ذلك إلى رفض شامل للعقيدة الإسلامية بشكل عام.
وقد بث برنامج ليتلاين (Lateline) الذي تبثه قناة إي بي سي تقريرًا حول جمعية كيو في أكتوبر من عام 2012.

## وصلات خارجية
Official Website نسخة محفوظة 3 أكتوبر 2020 على موقع واي باك مشين.